# Max Erben
Max Erben (né en 1942) est un musicien, chanteur et conteur allemand. Il s'est spécialisé dans la musique yiddish d'Europe centrale et la musique folklorique traditionnelle.

## Biographie
Max Erben naît en 1942 à Metz en Lorraine. Il passe son Abitur et poursuit des études de germanistique et romanistique à Cologne. Depuis les années 1970, Max Erben se produit en tant que musicien et chanteur, s'étant spécialisé dans les Lied relevant de la tradition musicale juive d'Europe de l'Est. S'accompagnant volontiers à la guitare, il se produit alors en Allemagne, en Belgique et en Israël.
En 1987, il produit son premier disque consacré au folklore yiddish d'Europe centrale. Pratiquant des instruments traditionnels, comme la vielle à roue ou l'épinette des Vosges, il produit un disque de chansons françaises traditionnelles l'année suivante. Membre du groupe "Liederschlag" de Cologne depuis près de trente ans, Max Erben a depuis enregistré d'autres disques. Récitant professionnel, il anime également régulièrement des soirées littéraires.
Max Erben vit actuellement dans la région de Cologne en Rhénanie-du-Nord-Westphalie.

## Discographie
- Max Erben, Reyzele (Yiddish Song) sur Youtube